# Khakestar-o-khak
Khakestar-o-khak (em francês:  Terre et cendres) é um filme afegão de 2004 e dirigido por Atiq Rahimi. Rebatizado como Earth and Ashes, foi inscrito para concorrer ao prêmio Óscar de melhor filme estrangeiro em 2005, mas não chegou a ser indicado. O filme também foi exibido na seção Un Certain Regard do Festival de Cannes de 2004.

## Sinopse
Dastanguir e seu neto surdo de 5 anos de idade rumam para a mina de carvão onde seu filho, Murad, trabalha. Dastanguir tem de dizer a Murad que o restante da família morreu em um recente ataque a bomba.

## Elenco
- Abdul Ghani - Dastaguir
- Jawan Mard Homayoun - Yassin
- Kader Arefi - Fateh
- Guilda Chahverdi - Zaynab
- Walli Tallosh - Mirza Qadir